# Kostjantyniwka
Kostjantyniwka (ukrainisch Костянтинівка; russisch Константиновка Konstantinowka) ist eine Stadt in der Oblast Donezk in der Ukraine mit aktuell noch etwa 8.000 Einwohnern (2025).
Die Ortschaft am Ufer des Krywyj Torez, eines Nebenflusses des Dons, war bis Juli 2020 das administrative Zentrum des gleichnamigen Rajons Kostjantyniwka und ein industrielles Zentrum im Donezbecken, in dem es vor allem metall- und glasverarbeitende sowie chemische Industrie gab. Das Oblastzentrum Donezk liegt in 68 Kilometer Entfernung.

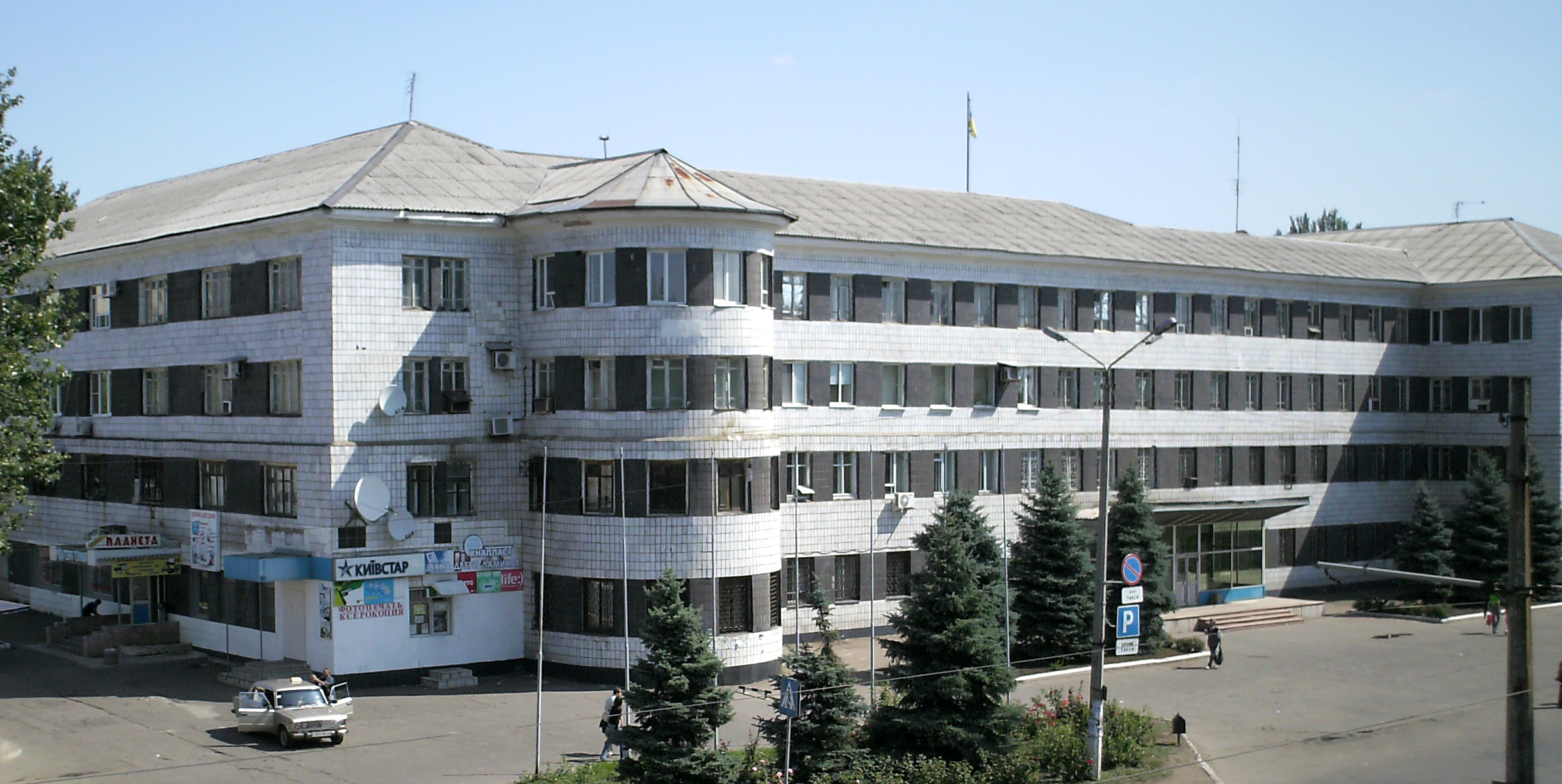
Stadtrats-Gebäude von Kostjantyniwka (2009)

## Geschichte
Kostjantyniwka entstand 1870 aus einer kleinen Siedlung, die von dem Großgrundbesitzer Nomikossow gegründet und zu Ehren seines ältesten Sohnes Kostjantyn benannt wurde. Zu Beginn des 20. Jahrhunderts entwickelte sich der Ort zu einer Industriesiedlung, die 1926 in den Rang einer Siedlung städtischen Typs erhoben wurde. 1932 erhielt Kostjantyniwka Stadtrechte.
Am 22. Juni 1941 begann die Wehrmacht den deutsch-sowjetischen Krieg. Sie besetzte Kostjantyniwka am 28. Oktober 1941. Am 6. September 1943 eroberte die Rote Armee die Stadt.
Bei den Präsidentschaftswahlen im Jahr 2019 stimmte die Stadtbevölkerung überwiegend für den parteilosen, russlandfreundlich beschriebenen Jurij Bojko.
Am 2. April 2023 kam es im Zuge des Russischen Überfalls auf die Ukraine zur Bombardierung der Stadt durch russische Streitkräfte, wobei sechs Zivilisten getötet und acht weitere verletzt wurden.

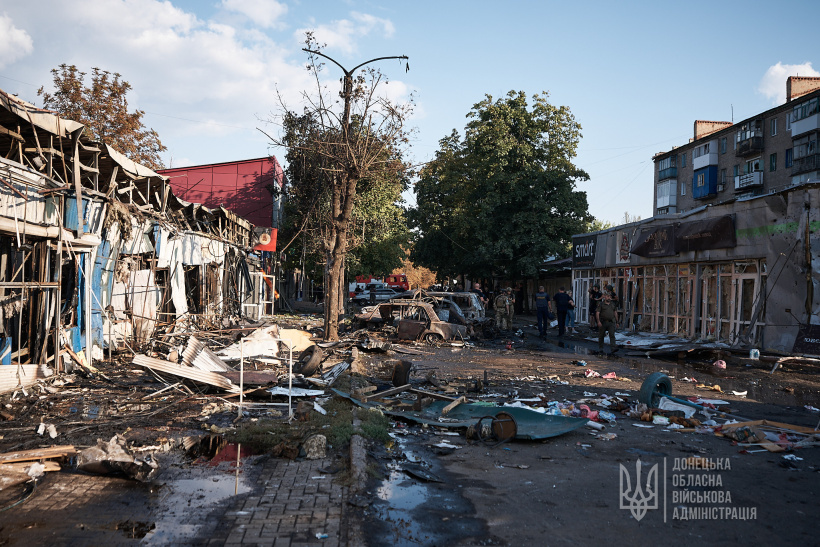
Marktplatz am 6. September 2023

Durch einen nach ukrainischen Angaben russischen Luftangriff sollen am 6. September 2023 auf einem Marktplatz 16 Menschen getötet und 33 verletzt worden sein.
Einem Bericht der New York Times zufolge deuten hingegen Zeugenaussagen und eine Analyse von Videoaufnahmen, Satellitenbildern, Waffenteilen und Beiträgen in sozialen Medien stark darauf hin, dass es sich um eine fehlgeleitete ukrainische Luftabwehrrakete handelte, die von einem Buk-Raketensystem abgefeuert wurde.
Die Ukraine wies den Bericht zurück und erklärte, es handele sich um eine russische S-300-Rakete; dies sei durch am Einschlagsort gefundene Raketentrümmer belegt. Ermittlungen seien eingeleitet worden.
Im Sommer 2025 begann die russische Armee bei ihrem langsamen Vormarsch im Donbas, die Stadt täglich mit FPV-Drohnen, Fliegerbomben und/oder Artillerie zu attackieren und von drei Seiten – aus südlicher Richtung von Torezk, aus östlicher Richtung von Tschassiw Jar und aus südwestlicher Richtung – zu umzingeln. Spätestens im Juli desselben Jahres war die Wasserversorgung auf wenige Stunden pro Tag begrenzt.

## Verwaltungsgliederung
Am 12. Juni 2020 wurde die Stadt zum Zentrum der neugegründeten Stadtgemeinde Kostjantyniwka (Костянтинівська міська громада/Kostjantyniwska miska hromada). Zu dieser zählen auch die 18 in der untenstehenden Tabelle aufgelisteten Dörfer sowie die Ansiedlungen Besimjane, Molotscharka, Nowodmytriwka, Stinky und Tscherwone, bis dahin bildete sie die gleichnamige Stadtratsgemeinde Kostjantyniwka (Костянтинівська міська рада/Kostjantyniwska miska rada) im Zentrum des Rajons Kostjantyniwka.
Am 17. Juli 2020 wurde der Ort ein Teil des Rajons Kramatorsk.
Folgende Orte sind neben dem Hauptorte Kostjantyniwka Teil der Gemeinde:
| Name                     | Name                | Name                                      |
| ukrainisch transkribiert | ukrainisch          | russisch                                  |
| ------------------------ | ------------------- | ----------------------------------------- |
| Besimjane                | Безім'яне           | Безымянное (Besymjanoje)                  |
| Bila Hora                | Біла Гора           | Белая Гора (Belaja Gora)                  |
| Bilokusmyniwka           | Білокузьминівка     | Белокузьминовка (Belokusminowka)          |
| Dylijiwka                | Диліївка            | Дылеевка (Dylejewka)                      |
| Fedoriwka                | Федорівка           | Фёдоровка (Fjodorowka)                    |
| Ischewka                 | Іжевка              | Ижевка                                    |
| Iwanopillja              | Іванопілля          | Иванополье (Iwanopolje)                   |
| Klynowe                  | Клинове             | Клиновое (Klinowoje)                      |
| Majske                   | Майське             | Майское (Maiskoje)                        |
| Markowe                  | Маркове             | Марково (Markowo)                         |
| Molotscharka             | Молочарка           | Молочарка                                 |
| Mykolajiwka              | Миколаївка          | Николаевка (Nikolajewka)                  |
| Nelipiwka                | Неліпівка           | Нелеповка (Nelepowka)                     |
| Nowodmytriwka            | Новодмитрівка       | Новодмитровка (Nowodmitrowka)             |
| Nowomarkowe              | Новомаркове         | Новомарково (Nowomarkowo)                 |
| Oleksandro-Schultyne     | Олександро-Шультине | Александро-Шультино (Alexandro-Schultino) |
| Podilske                 | Подільське          | Подольское (Podolskoje)                   |
| Popasne                  | Попасне             | Попасное (Popasnoje)                      |
| Predtetschyne            | Предтечине          | Предтечино (Predtetschino)                |
| Stinky                   | Стінки              | Стенки (Stenki)                           |
| Stupotschky              | Ступочки            | Ступочки (Stupotschki)                    |
| Tscherwone               | Червоне             | Червоное (Tscherwonoje)                   |
| Wiroljubiwka             | Віролюбівка         | Веролюбовка (Weroljubowka)                |

## Bevölkerung
Die nachstehende Tabelle zeigt die Bevölkerungsentwicklung zwischen 1979 und 2021:
| 1979    | 1989    | 2001   | 2005   | 2016   | 2019   | 2021   | 2024   | 2025   |
| ------- | ------- | ------ | ------ | ------ | ------ | ------ | ------ | ------ |
| 112.020 | 107.562 | 95.111 | 88.833 | 73.839 | 70.841 | 68.792 | 25.000 | <8.000 |

Im Jahre 2001 waren laut der damaligen Volkszählung 59,3 % der Bevölkerung ethnische Ukrainer und 37,7 % ethnische Russen:
| Ethnie          | Zahl   | Anteil in % | davon sprechen … % als Muttersprache | davon sprechen … % als Muttersprache | davon sprechen … % als Muttersprache | davon sprechen … % als Muttersprache |
| Ethnie          | Zahl   | Anteil in % | die Sprache der eigenen Nationalität | Ukrainisch                           | Russisch                             | andere                               |
| alle            | 94.886 | 100         | x                                    | x                                    | x                                    | x                                    |
| Ukrainer        | 56.226 | 59,3        | 34,5                                 | 34.5                                 | 65,5                                 | 0                                    |
| Russen          | 35.762 | 37,7        | 98,7                                 | 1,2                                  | 98,7                                 | 0,1                                  |
| Armenier        | 906    | 1,0         | 52,6                                 | 0,6                                  | 46,7                                 | 0,1                                  |
| Weißrussen      | 485    | 0,5         | 10,1                                 | 3,1                                  | 86,6                                 | 0,2                                  |
| Aserbaidschaner | 248    | 0,3         | 50,8                                 | 0,4                                  | 48,4                                 | 0,4                                  |
| Juden           | 186    | 0,2         | 2,2                                  | 4,3                                  | 93,5                                 | -                                    |

## Persönlichkeiten
- Nonna Mordjukowa (1925–2008), russische Filmschauspielerin
- Alexander Sergejewitsch Parfenjuk (1947–2017), Wissenschaftler und Hochschullehrer
- Oleksandra Kuschel (* 1953), Politikerin
- Witalij Sachartschenko (* 1963), Politiker
- Lilia Usik (* 1989), deutsche Politikerin